# Trials of the Blood Dragon
Trials of the Blood Dragon est un jeu vidéo de trial mêlant course et plates-formes développé par Ubisoft Kiev et RedLynx, et édité par Ubisoft, qui est sorti en 2016 sur Windows, Xbox One et PlayStation 4.
Le titre et la direction artistique font référence à Far Cry 3: Blood Dragon.

## Accueil
- IGN : 6,9/10[1]
- Jeuxvideo.com : 13/20[2]